# Entoloma virescens
Entolóma viréscens (лат.) — вид грибов, входящий в род энтолома (Entoloma) семейства энтоломовые (Entolomataceae).
Синонимы:
- Agaricus virescens Berk. & M.A. Curtis 1858, nom. illeg.basionym
- Entoloma virescens (Berk. & M.A. Curtis ex Sacc.) E. Horak 1976, nom. inval.
- Inopilus virescens (Berk. & M.A. Curtis ex Sacc.) Pegler 1986
- Leptonia virescens Berk. & M.A. Curtis ex Sacc. 1887

## Биологическое описание
- Шляпка 1—4,5 см в диаметре, конической формы, обычно с бугорком в центральной части, сухая, гладкая или волокнистая, у молодых грибов небесно-голубого цвета, с возрастом выцветающая, с подвёрнутым краем.
- Мякоть синего цвета, очень тонкая.
- Гименофор пластинчатый, пластинки приросшие к ножке, нисходящие на неё или почти свободные, у молодых грибов голубоватые, при созревании спор приобретают тёмно-розовый оттенок.
- Ножка 5—10 см длиной и 0,3—0,5 см толщиной, синего цвета, гладкая, цилиндрической формы, обычно сильно закрученная. Кольцо отсутствует.
- Споровый порошок розово-коричневого или красно-коричневого цвета. Споры 10—14 мкм, угловатые, по форме напоминающие кубы.

Токсические свойства Entoloma virescens не изучены.

## Ареал и экология
Entoloma virescens произрастает на влажных песчаных почвах. Широко распространена на востоке Австралии: известна из штатов Квинсленд, Новый Южный Уэльс и Виктория.